# Graciela Palau de Nemes
Graciela Palau de Nemes (Camagüey, Cuba, 24 de marzo de 1919-Maryland, 28 de septiembre de 2019) fue una crítica literaria y catedrática cubana de Literatura, afincada en Estados Unidos (1946-2019). Especialista en la obra del matrimonio formado por Juan Ramón Jimémez y Zenobia Camprubí, y en la literatura española y latinoamericana en general. 

## Biografía

### Universidad de Maryland: Juan Ramón Jiménez y Zenobia Camprubí
Aunque nacida en Cuba, se crio en la ciudad puertorriqueña de Ponce, de donde era oriunda su familia paterna. Tras conseguir una beca en el Trinity College, concluyó brillantemente sus estudios de postgrado en la Universidad de Maryland (1946). Allí coincidió ese mismo año con Juan Ramón Jiménez y su esposa, Zenobia en el mismo vecindario. Con ellos forjó una gran amistad que perduró durante toda la vida. Juan Ramón, que había llegado a Maryland en 1943 junto con su mujer, se convirtió en su mentor hasta 1952, mientras Graciela estudiaba idiomas y cursaba su maestría y doctorado. En 1952 Graciela defendió su tesis doctoral sobre “Juan Ramón Jiménez, su vida y su obra”. Desde entonces se convirtió en la principal experta en la obra de Juan Ramón Jiménez, y como tal ha sido reconocida por futuras generaciones que se han beneficiado de sus investigaciones. Ella apoyó la nominación del poeta para el Premio Nobel de literatura, que finalmente consiguió en 1956.

#### Crítica literaria
Sus contribuciones académicas a la crítica de la poesía y la poética, el modernismo, las memorias y el género epistolar han sido reconocidas tanto a nivel nacional como internacional. Pionera y guía de la enseñanza de idiomas en la Universidad de Maryland, Graciela fue el símbolo de las contribuciones de las mujeres latinoamericanas al desarrollo intelectual de las Humanidades en Maryland.

### Distinciones honoríficas
La Fundación Zenobia-Juan Ramón Jiménez en España la nombró miembro honorario.  
En 2004, se la dedicó una de las calles de Moguer (Huelva), el lugar donde nació Juan Ramón Jiménez.  
En 2006, con motivo del L aniversario del Premio Nobel otorgado a Juan Ramón Jimenéz, la profesora Nemes fue invitada a impartir diversas conferencias principales sobre Juan Ramón Jiménez y Zenobia Camprubí en Madrid, Huelva, Sevilla y Moguer. Fue una de las participantes en el Seminario que tuvo lugar en la Residencia de Estudiantes en Madrid. 
En 2006 fue galardonada con la Gran Cruz de Alfonso X El Sabio. También se le concedió la Medalla del Mérito civil.
En 2019, con motivo del centenario de su nacimiento, se celebraron diversos eventos en España y Estados Unidos. En España el 11 de abril de 2019, tuvo lugar en la Casa Museo de la Fundación Zenobia-Juan Ramón Jiménez la presentación de Un siglo con Graciela, una publicación con textos Inéditos, así como la proyección del audiovisual “Graciela Palau de Nemes en Moguer”, que ofrece un resportaje resumido de la visita y posterior charla que mantuvo la profesora Nemes en la Casa Museo en 2008 y finalmente, la inauguración de la exposición biográfica "Graciela Palau de Nemes, fiel discípula y amiga". La profesora Palau de Nemes donó a Moguer su biblioteca personal sobre Juan Ramón Jiménez, así como diversos objetos, documentos y enseres personales que se encuentran custodiados en el Archivo Histórico de Moguer y en la Casa-Museo.
El 29 de marzo de 2019 se celebró en el McKeldin Library, la celebración del centenario de su nacimiento, con la presencia de Antonio Ramírez Almanza, director de la Fundación Zenobia-Juan Ramón Jiménez; María Salgado, profesora emérita de UNC y Mariluz Bort-Caballero.